# Antoni Sztyl
Antoni Sztyl, nazwisko brzmiało de facto Still (zm. 4 listopada 1769) – rzeźbiarz lwowski, który zdaniem dr. Agaty Dworzak, według wszelkiego prawdopodobieństwa był Rusinem. 
Współpracował z Janem Jerzym Pinslem w ostatnich latach życia Mistrza, może zdobył wykształcenie w jego warsztacie (w Buczaczu). Tadeusz Mańkowski według odkryć archiwalnych przypisywał mu rzeźby św. Anny i jednego z proroków w ołtarzu bocznym w kościele w Monasterzyskach, a inne 4 posągi przypisywał Janowi Jerzemu Pinzlowi. Zbigniew Hornung nie wiedząc o odkryciu Mańkowskiego, nazywał autorem rzeźb w tym kościele  Antoniego Osińskiego, którego uważał za najlepszego przedstawiciela szkoły lwowskiej.
Był zięciem szwagra Stanisława Stroińskiego (mężem jego siostry Katarzyny), członka bractwa lwowskiego stauropigialnego lwowianina Pawła Wołkowicza, został opiekunem jego nieletniego syna Eliasza po śmierci ojca.
Tadeusz Mańkowski przypisywał mu rzeźby w ołtarzu głównym w kościele parafialnym (farze) w Buczaczu. Zbigniew Hornung uważał, iż Antonii Sztyl pracował przy wykonaniu wystróju rzeźbiarskiego fary w Buczaczu, który jest dziełem warsztatu pozostawionego przez Pinsla. Jan K. Ostrowski przypisywał mu autorstwo płaskorzeźbione antependium ze sceną "Maria Magdalena u grobu Chrystusa" w kościele karmelitów bosych we Lwowie i ze sceną "Wniebowzięcie" w kościele w Monasterzyskach oraz twierdził, że był on rzeźbiarzem stosunkowo słabym. Jan K. Ostrowski przypuszczał, iż Antoni Sztyl prawdopodobnie, mógł być autorem figur ołtarza głównego w cerkwi Świętej Pokrowy w Buczaczu, bardzo zbliżonych do rzeźb w kościele Karmelitów w Przemyślu. Także ten badacz przypuszczał, iż wystrój rzeźbiarski kościoła w Buczaczu jest dziełem warsztatu Pinsla, w skład którego wchodziło przynajmniej trzech snycerzów, jednym z których najprawdopodobniej był A. Sztyl. 
Wykonał roboty w kościele zakonu dominikanek we Lwowie wraz z pomocznikiem - Janem Szczurowskim.